# Letter
För Lettlands befolkning se Lettlands demografi. Se också letter (pappersformat).
Letter (lettiska: latvieši) är en baltisk folkgrupp, med lettiska som modersmål. De bor framförallt i Lettland. Sedan millennieskiftet har Lettlands befolkning minskat från 2,3 till 1,8 miljoner invånare, vilket framför allt skett till följd av utvandring samtidigt som landet har hög mortalitet. Den stora utvandringen har föranlett en växande lettisk diaspora runt om i världen. Framför allt har letter utvandrat till Storbritannien, jämte polacker och litauer. Den lettiska diasporan växer även i de nordiska länderna, där den är som störst i Norge, följt av Sverige. 

## Genetik
Haplogrupperna R1a och N1a1-Tat är de två vanligaste och förekommer bland 40 procent av befolkningen. R1a har sitt ursprung i Östeuropa och förknippas med spridningen av indoeuropeiska språk.